# Мод Олофссон
Мод Елізабет Олофссон (швед. Maud Elisabeth Olofsson; нар. 9 серпня 1955, Швеція) — шведська політична діячка. З 2001 по 2011 рр. очолювала Партію Центру.

## Життєпис
Народилася 9 серпня 1955 року в Арнесваллі, але її дитинство пройшло в Гьогбюні, комуні Ерншельдсвік, Вестерноррланд.
У політиці з 1974 року; була омбудсменом молодіжної організації Центристської партії, в 1976 році була членом місцевої ради Лулео. З 1992 по 1994 рік під час правоцентристського уряду Карла Більдта, працювала радником міністра Бьорье Гьорнлунда в Міністерстві праці. З 1996 року член правління Центристської партії. З 1997 по 2001 працювала генеральним директором сільськогосподарських товариств Hushållningssällskapet в Вестерботтені. 19 березня 2001 року обрана лідером партії, змінивши Ланнарта Далеуса. Після виборів 2002 року перший з 1973 року підйом Центристської партії на виборах був приписаний до так званого «ефекту Мод».
Політичні погляди Олофссон пов'язані з традиційною позицією Центристської партії - шукати підтримки у сільських районах Швеції в поєднанні з правоцентристською економічною політикою. Однак це було примітно новою особливістю в історії Центристської партії, Олофссон охарактеризувала ідеологію своєї партії як соціал-лібералізм. Хоча іноді Центристська партія співпрацювала з соціал-демократами при владі, за Олофссон партія вибрала явну опозиційну роль, зміцнивши свій союз з лібералами, християнськими демократами і Помірною коаліційною партією.
Олофссон поліпшила партію, зробивши її більш відкритою для Євросоюзу і ринкового лібералізму. Брала участь у створенні альянсу «Alliansen».
Перемігши на виборах 2006 року, фракція змогла сформувати новий уряд на чолі з Фредріком Райнфельдтом. Олофссон призначили заступницею прем'єр-міністра і міністром підприємництва та енергетики.
17 червня 2011 року Олофссон оголосила про свій відхід з посади лідера партії, 23 вересня 2011 року її наступницею стала Енні Леф. Після виходу на пенсію вона зіткнулася з критикою після того, як стало відомо, що шведська державна енергетична компанія Vattenfall занадто багато заплатила нідерландській компанії Vattenfall Nederland в 2009 році, коли Олофссон була відповідальним міністром.
З 2012 року голова торгової асоціації «Visita».

## Особисте життя
У Олофссон немає академічної освіти, лише середня освіта.
Мод Олофссон одружена з колишнім менеджером з персоналу муніципалітету Робертсфорс Рольфом Олофссон (нар. 1948). У пари є троє дітей.

## Нагороди
- Почесний знак «За заслуги перед Австрійською Республікою» (2007)[8];
- Орден "За заслуги перед Польщею" (2011)[9].